# Mercearia

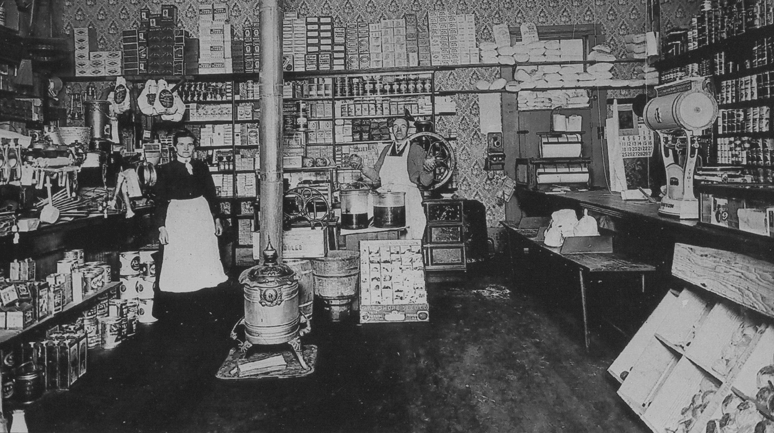
Exemplo de uma mercearia no ano de 1909 em Vancouver, no estado de Washington nos EUA.

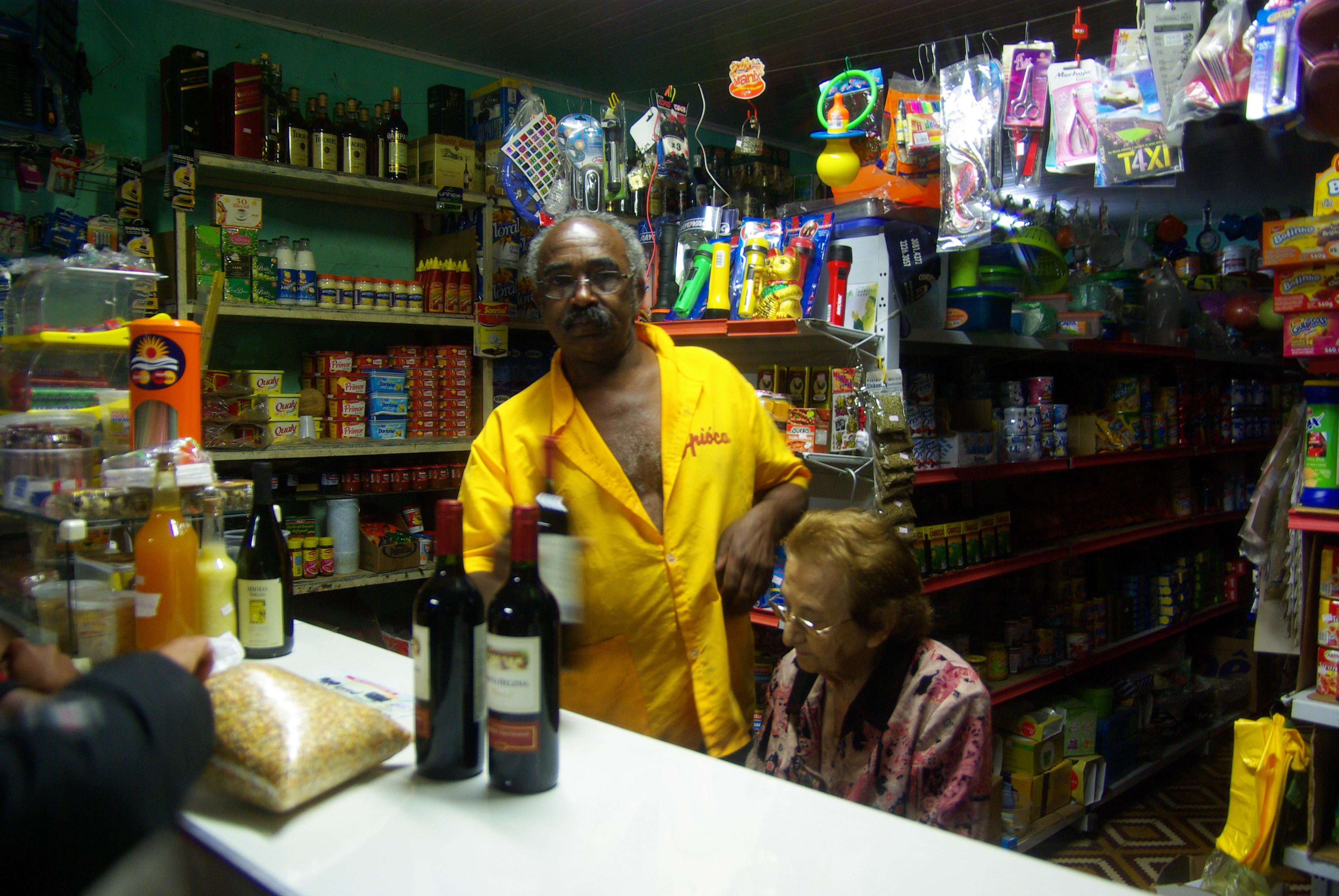
Mercearia em Guaramiranga, Ceará

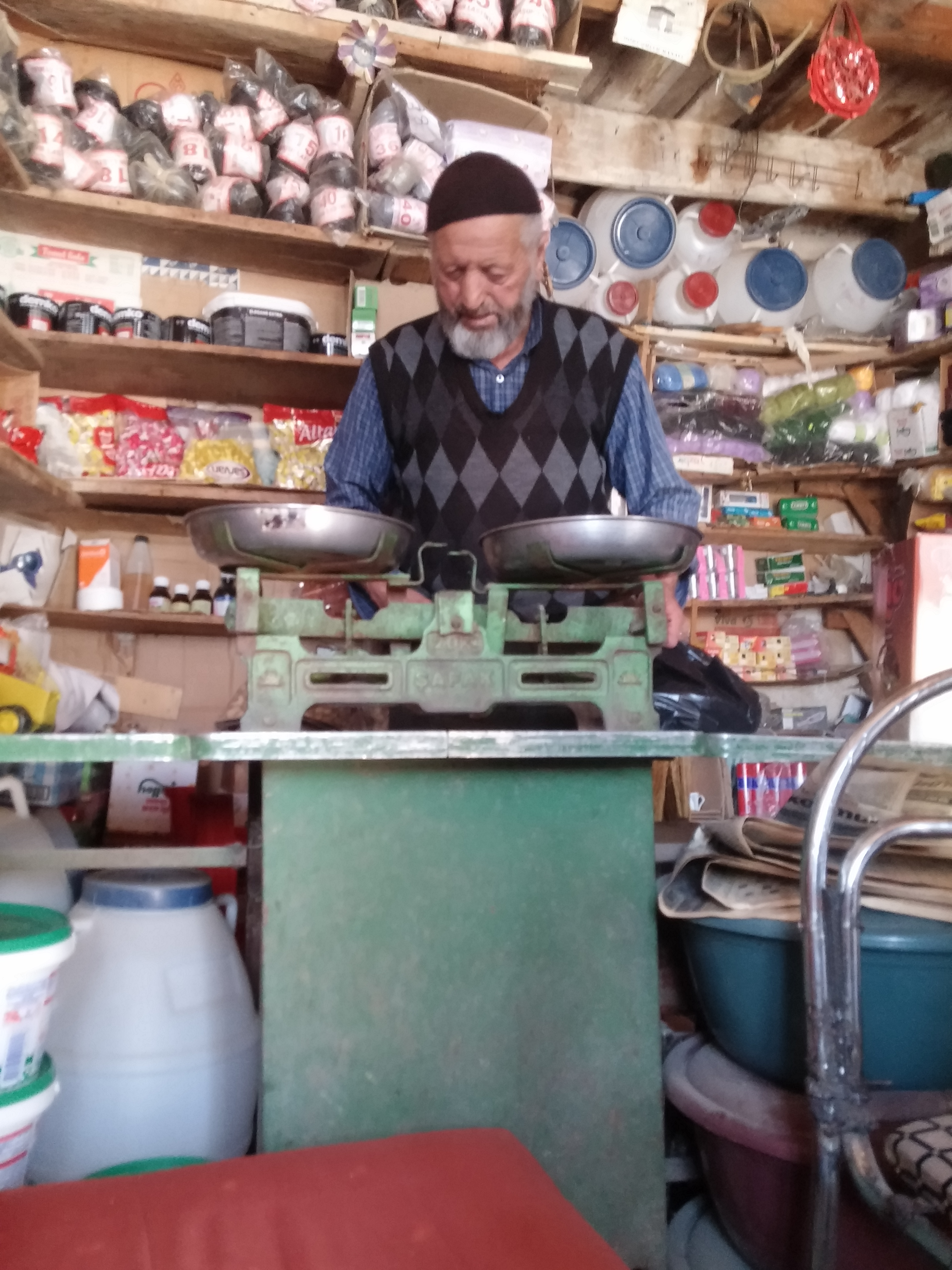
Uma mercearia na Turquia

Uma mercearia, mercadinho, venda ou minimercado é uma pequena loja tradicional que vende produtos de grande consumo, sobretudo alimentos, podendo complementar a oferta com produtos de higiene, bebidas e objetos de uso doméstico. Um merceeiro, dono de uma mercearia, armazena diferentes tipos de alimentos de várias proveniências para venda a retalho. No Brasil, segundo a Comissão Nacional de Classificação (CONCLA) do IBGE, as mercearias possuem uma área de vendas inferior a 300 metros, sendo que acima disso passa a ser enquadrado como supermercado.
As grandes mercearias com autosserviço e de oferta mais alargada designam-se por supermercados.
No Brasil, era comum ouvir alguém dizer "A venda do Seu Manuel", "A venda do Seu Antônio" ou "A vendinha da esquina", nos bairros da periferia das grandes cidades. Em localidades pequenas, afastadas da civilização, usa-se a denominação de "venda" para estabelecimentos de pequeno porte onde são vendidos de tudo um pouco, não se compara a uma mercearia pela quantidade do estoque. Essas vendas não têm estoque grande de mercadoria, e grande parte da freguesia costuma pagar por mês uma caderneta de fiado. Esse tipo de venda também pode ser encontrada em canteiros de obras, em fazendas e outras localidades onde trabalhadores costumam pagar suas despesas por mês no dia do pagamento.
Na literatura, Jorge Amado escreve em seu romance Gabriela, cravo e canela, sobre "A venda do Seu Nassib" na cidade de Ilhéus na Bahia.
Em séries de TV, os personagens Chris Potter (Kenan & Kel) e Doc Harris (Todo Mundo Odeia o Chris) possuíam mercearias onde os protagonistas trabalhavam - "Rigby's" e "Doc's" respectivamente.
O tipo de mercearia que vende frutas e verduras é chamado quitanda ou fruteira.